# Hoppers
Hoppers será una película animada por computadora estadounidense de comedia  producida por Walt Disney Pictures y Pixar Animation Studios y distribuida por Walt Disney Studios Motion Pictures. Dirigida por Daniel Chong, será protagonizada por Jon Hamm, Bobby Moynihan y Piper Curda. 
Está planeado para estrenarse en Estados Unidos el 6 de marzo de 2026.

## Argumento
La historia sigue a Mabel, una joven amante de los animales que descubre una tecnología revolucionaria que permite transferir la conciencia humana a animales robóticos. Al experimentar con esta innovación, Mabel se convierte en un castor robótico y se infiltra en el mundo animal, donde forma una inesperada amistad con Rey George, un castor real. Juntos, luchan contra los planes de un promotor inmobiliario que amenaza con destruir su hábitat.